# Ronald Reagan Speaks Out Against Socialized Medicine
Ronald Reagan Speaks Out Against Socialized Medicine est un discours de Ronald Reagan sorti sur disque vinyle en 1961.
Ronald Reagan, futur gouverneur de Californie puis président des États-Unis, n'est, à la sortie du disque, qu'une jeune figure politique conservatrice. L'album parait dans le cadre de l'opération Coffee Cup, une vaste campagne lancée et animée par le syndicat de médecins American Medical Association dans les années 1950 et 1960, afin de contrer les différentes propositions du Parti démocrate visant à étendre la couverture de la sécurité sociale à l'assurance-maladie pour les personnes âgées (connue sous le nom de Medicare). Son titre peut se traduire grossièrement par : « Ronald Reagan se déclare contre la médecine socialisée » (« Socialized medicine » est un terme employé principalement aux États-Unis, dans un sens péjoratif,).